# Le monde nous appartient
Le monde nous appartient is een Belgische film uit 2012, geschreven en geregisseerd door Stephan Streker. De film ging op 24 augustus in première op het Internationaal filmfestival van Montreal.

## Verhaal
Julien is een beloftevolle voetballer die graag uitgaat. Pouga is een crimineel die luxewagens steelt. Beide jongeren leven in werelden die totaal verschillen van elkaar tot ze met elkaar in aanvaring komen.

## Rolverdeling
| Acteur            | Personage |
| ----------------- | --------- |
| Vincent Rottiers  | Pouga     |
| Ymanol Perset     | Julien    |
| Olivier Gourmet   | Freddy    |
| Reda Kateb        | Zoltan    |
| Dinara Droukarova | Magali    |
| Sam Louwyck       | Éric      |

## Prijzen en nominaties
De belangrijkste:
| Jaar | Prijs              | Categorie              | Genomineerde(n) | Uitslag     |
| ---- | ------------------ | ---------------------- | --------------- | ----------- |
| 2014 | Magritte du Cinéma | Beste originele muziek | Ozark Henry     | Gewonnen    |
| 2014 | Magritte du Cinéma | Beste film             | Stephan Streker | Genomineerd |
| 2014 | Magritte du Cinéma | Beste decors           | Catherine Cosme | Genomineerd |